# 安重根
安 重根（あん じゅうこん、アン・ジュングン、안중근、1879年9月2日 - 1910年3月26日）は、大韓帝国（韓国）の独立運動家である。また、伊藤博文を暗殺した人物としても知られる。本貫は順興安氏。
開化派の流れを汲むカトリック教徒であるが、華夷秩序を主張した旧守派及び東学党や、後継たる天道教及び一進会とは終生敵対したため、民族主義者としての立場は不明確とされている。そのため、生前に本人が何を明確に主張していたのかは、はっきりとしていない。親露派との関係性は不明。1909年10月26日に韓国併合阻止のために尽力していた伊藤博文をハルビン駅構内で襲撃し暗殺に至った。ロシア官憲に逮捕されて日本の関東都督府に引き渡され、1910年3月26日に処刑された。獄中で「東洋平和論」を執筆。大韓民国の建国以後 、韓国の民族主義で象徴的な位置づけとなった。

## 生い立ち
現在は北朝鮮の一部地域となっている黄海道の道都海州府首陽山の両班の家に三男一女 の長男として生まれた。なお、後に弟の安定根、安恭根、そして従兄弟の安明根、安敬根も独立運動に参加した。
本人執筆の自伝によると、性格が軽急に近いので名（諱）を重根（중근、ジュングン/チュングン）と、胸腹に黒子が7箇所あったので字は應七（응칠、ウンチル、日本語読みでは「おうひち」）と名づけられたと言う。実名敬避の習慣から通常は、安應七（アン・ウンチル）を名乗っていた。本人が重根を使い始めたのは伊藤博文を暗殺する直前である。
安の生家は資産家で、多数の土地から小作料を取って生活する大地主（地方両班）であり、祖父・安仁寿が鎮海県監を務めるなど、地元の名家でもあった。父・安泰勲（三男）は幼少から英才として知られ、科挙を受けて進士に合格し、京城で開化派 の朴泳孝が選抜した70名の海外留学生に選ばれたが、1884年、甲申政変で開化派が失脚した影響で、学生も排斥され、立身の道を閉ざされた。この際に、仁寿は家財を売り一族を連れて信川郡青溪洞に移住して難を逃れている。また泰勲は朝鮮では当時西学や天主教と呼ばれていたカトリックに改宗し、洗礼名はペテロとした。
仁寿は教育に熱心で、6歳の應七を漢文学校に入れ、次いで普通学校で学ばせたが、14歳の時にこの祖父が亡くなると、應七は半年間学業を中断。父母と教師が、銃と狩猟を好み山野に入り浸る應七を叱責して学校には戻ったが、自伝によると項羽の故事成句を引用して「書は以て姓名を記するに足る」と友人に言い、父の様に学業で身を立てないと言っていた。應七は不学をむしろ誇り、長じて、狩猟、銃、飲酒、歌舞、妓生、義侠を好む浪費家となった。
1894年、16歳の時に金氏（キム・アリョ）を妻に娶り、後に二男一女をもうけた。またこの年に甲午農民戦争（東学党の乱）があった。泰勲は東学党が郡内で外国人排斥や官吏を殺害して暴れまわっていたのを憂い、70名余の私兵を集めて自警団（いわゆる、民包軍 の1つ）を組織して青溪洞に避難民や宣教師を保護した。東学党・農民軍とも戦ってこれを撃退し、應七もこの時重傷を負ったというが後に全快した。しかし翌年、泰勲が東学党から奪った軍糧が、もともと魚允中 や閔泳徽の年貢米だったということで、国庫金の掠奪であると訴えられ、行賞されるどころか逆に賊の汚名を着せられた。泰勲は京城に赴き、法官に三度無実を訴えたが、聞き入れられず、判決もでなかった。そのうちに閔氏の手勢に襲撃され、安一族はパリ外国宣教会から派遣されていたフランス人のジョゼフ・ウィレム（빌렘、韓国名: 洪錫九）司祭に匿われた。この一件の後、泰勲は布教に熱心になり、應七も洗礼を受けて 17歳で改宗し、洗礼名を「トマ（トマス）」とした。
應七は熱心な信者となって、洪神父から数か月フランス語を学んで見識を広げたので、洪神父と西洋教育（科学）の大学校を開こうと相談した。それを閔主教に掛け合ったが、「韓国人にもし学問があっても信教によいことはない」と拒絶された。再三の要請が拒否された後、應七は厭いてしまい、「日本語を学ぶ者は日本の奴隷になり、英語を学ぶ者は英国の奴隷となる。もしフランス語を習得すればフランスの奴隷になるのを免れるのは難しい。もし韓国の威が世界に振るえば、世界の人も韓国語を用いることになる」から必要ないとして外国語学習を辞めてしまった。
この頃、2つの刑事事件に関与した。1件は韓国人の官吏と軍人に搾取されていた友人を義侠心から助けようとして失敗したもので、もう1件では、病気の父泰勲を診察した清国人医師が、反清勢力である開化派であったとして飲んだ勢いで父に殴る蹴るの乱暴をしたというので、應七は怒って殴り込みをかけて相手を殴打した上に短銃を発砲して逃走したというものだった。この清国人は官憲に訴えて應七を逮捕させようとした。当時の韓国は外国に領事裁判権を認めており、清国領事は京城の外務部にこの事件を主管することを訴えていたので、應七は外務・法務大臣の李夏栄に嘆願してこの件が鎮南浦裁判所に回されるように手を回してもらった。韓国の裁判所では自国民に有利な判決がでるため、清国人は仲裁に応じて和解して、結局は事なきを得た。
1904年、日露が朝鮮半島などの植民地領有を巡って争った日露戦争が勃発したが、應七は日露の何れが勝っても韓国はその勝者の属国であると行く末を悲観。他方で應七は宣戦布告の文面にある「東洋の平和を維持し、韓国の独立を強固にする」ためとする建前を信じていて、その大義を日本が守らないのは全て政治家が悪いのであり、伊藤博文の策略のせいであると考えていた、と自伝にある。しかし伊藤の勢力が今は強くこれに抵抗しても徒死するだけで無益だと、應七と泰勲は話し合い、清国の山東半島や上海には韓国人が多数居留していると聞いていたので、安一族も外国に亡命して安全を図るべきだと考えて、應七がまず下見に行くことになった。ところが、上海で旧知の郭神父が帰国するのに遭遇し、フランス人の彼により朝鮮民族（韓民族）の危機を諭され、外国に逃げたり、外国の力を借りて民族独立を計ろうというのは間違いであると指摘されて、大韓帝国の独立について二千万の同胞（朝鮮民族）が団結するべきという意見を持つようになったと言う。1905年、泰勲らは娘の嫁ぎ先や應七の妻の実家があった平安南道鎮南浦に引っ越していたが、12月、應七が帰国した頃には父はもう亡くなっていた。應七は父が死んだとの凶報を聞いて数回気絶したと自伝に書いている。父を青溪洞に葬った後、應七は大韓独立の日まで日常の飲酒を辞め、断酒をすることを決心した。
1906年、私財を投じて三興学校と敦義学校という2つの学校を設立した。1907年、父の知人金進士から白頭山よりも北方にある間島や海参崴（ウラジオストク）には韓人百数万人が居留して物産豊富であると教えられて、應七はロシアの地で事業を起こすことを考えるようになったが、先に資金を調達すべく平壌で友人の安秉雲らと石炭商を営み始めた。しかしこれに失敗 し、数千元という多額の金を失った。應七はこの頃、国債報償運動にも参加して大韓帝国が負った日本からの強制円借款の返済を目指していたが、探偵にきた日本人巡査と議論して殴られ、喧嘩した話が自伝にある。
この年の7月、伊藤博文が訪韓して第三次日韓協約が締結され、第二次日韓協約（1905年）にも内心では反感を持っていた高宗の指示により第2回万国平和会議へ派遣されていた密使が抗議活動をして、いわゆるハーグ密使事件が露見し、高宗は強制退位となり、皇太子に譲位するという一連の展開があった。軍隊解散とそれに伴う義兵闘争の高まりの中で国内が不穏となると、應七は急に家族を置いて、安多黙と名乗って友人李照夏と共に間島へ渡った。なお「多黙（도마）」は洗礼名トマの当て字である。しかし間島にも日本軍が進出していて、足の踏み場もないような状態だったので、各地方を視察した後、夏の終わりにロシア領に入ってウラジオストクに到着した。ここで青年会に参加して喧嘩で耳を負傷した。
ウラジオストクで知り合った李範允は、間島管理使として清国と戦い、日露戦争時にはロシアに協力して亡命中の人物で、應七は大韓独立のために兵を起こし伊藤を倒そうと議論したが、李に財政的準備がないと最初は拒否された。しかし別に厳仁燮 と金起龍 という2人の義侠と知り合ったので、彼らと義兄弟の契りを結び、厳を長兄・安を次兄・金を末弟とし、3人で韓国人を相手に義を挙げる演説を各地で行った。彼らは「日露が開戦した時に宣戦布告文で東洋平和の維持と韓国独立を明示しながらその信義を守らず、反って韓国を侵略して五箇条条約や七箇条条約を課し、政権掌握、皇帝廃位、軍隊解散、鉄道、鉱山、森林、河川を掠奪した」と日本を非難し、それに怒った「二千万の民族が三千里の国内で義兵として蜂起しているが、賊は強く義兵を暴徒と見なして殺戮すること十万に至る」と苦境を訴え、日本の対韓政策がこのように残虐であるのは「日本の大政治家で老賊の伊藤博文」のせいであり、伊藤は韓国民は日本の保護を受けて平和であると「天皇を欺き、外国列強を欺き、その耳目を掩うて」奸計を弄しており、よって「この賊を誅殺しなければ、韓国は必ず滅び、東洋もまさに亡びる」と演説して伊藤暗殺の同志を募り、一方で独立運動の火が消えてしまわないように義兵運動の継続も訴えたので、これに応じる者、あるいは賛同して資金を出す者があり、金斗星（金都世）や李範充等と300名の義兵を組織することができた。これをもって、1908年6月、咸鏡北道に進入して日本軍と交戦したと、自伝には書かれている。日本軍人と民間人とを捕虜としたが、万国法で捕虜の殺戮は禁止されているから釈放すべしという安と、日本人を殺しに来たのにそれをしないのはおかしいという仲間と口論して、部隊を分かち別行動をしたところで日本軍に襲撃されて散り散りになってしまう。その後、集結するも6、70名程度に減り、食料が無くなり、村落で残飯を恵んでもらう有様となり、仲間を探している途中で再度伏兵狙撃にあって部隊は四散した。数名で苦労して豆満江に戻ってきて、本人の言うところの「敗軍の将」として生還した。
1909年正月、同志12名 と共に「断指同盟」を結成して薬指を切り（指詰め）、その血で大極旗の前面に「大韓獨立」の文字を書き染めて決起した。（日本政府の調査では、1908年4月頃に厳仁燮と金起龍と義兄弟になった際に、外2名 と共に盟約して、安と厳が伊藤博文の暗殺を、金らが李完用・朴斉純・宋秉畯の暗殺をすることに決めて、左手の薬指（無名指）を切ったという別の話を載せている が、旅順監獄での警視の尋問に答えて4名での断指を否定し、12名であると言い、義弟で断指同盟の1人でもある金基龍と金起龍は別人で、金起龍は目的の達成を諦めて今は農業に従事していて事件には関与していないと主張した。）
大東共報（海朝新聞）の李甲が友人であったので、3月21日付紙面に安應七名義で寄稿し、大韓帝国の国権回復のために同胞に団結を訴えた。国内外に同志を派して情勢を探り、同年9月頃、伊藤博文を暗殺することになった。

## 伊藤博文暗殺事件
1909年（明治42年）10月10日から15日の間、安は禹徳淳・曹道先と共に大東共報社を訪問し、伊藤博文暗殺を議論して、活動資金を無心した。資金を得ると、21日に安は禹とウラジオストクを出発し、22日、ハルビン市（哈爾浜）に到着した。また、劉東夏にロシア語通訳として同行を頼んだが、彼には計画は伝えなかった。この日、禹と劉と共にハルビン駅周辺を下見し、列車の到着時刻などを確認した。
3人はハルビンで曹道先と合流し、10月23日、劉を残して3名で蔡家溝に向かった。24日、安は電報でハルビンの劉に伊藤の動向を問い合わせたが、内容が要領を得ないものだったので、禹徳淳と曹道先を蔡家溝駅で見張らせるために残して、25日に安だけがハルビンに戻った。結局、安は『遠東報』を見て翌日に伊藤が列車で来ることを知り、一人で決行することを決定。翌日、安は逃走時に備えて、劉を500メートル程離れた場所に馬車で待機させた。
10月26日午前9時、伊藤博文はロシア蔵相ウラジーミル・ココツェフと会談するためにハルビン市に赴き、ハルビン駅に到着。安は伊藤らが列になってロシア要人らと握手を交わしていたところに、群衆を装って近づき、拳銃を発砲した。その場でただちに逮捕されたが、伊藤は約30分後に死亡した。
11月13日に安は旅順の関東都督府地方法院で予審を受け、11月16日に予審が結審、重罪公判に移された。連累者は曹道先、禹徳淳、卓公圭、金麗水、金成玉、劉東夏、鄭大鎬、金衝在の8名。うち曹、禹、劉の3名以外は不起訴となった。第1回公判は1910年（明治43年）2月7日で、5回目の公判で最終弁論となり、公判開始からちょうど一週間後に判決の言い渡しとなった。1910年（明治43年）2月14日に判決が言い渡され、安と共犯3名は全員が有罪判決を受けた。共犯者とされた禹徳淳には殺人幇助と殺人予備罪により懲役3年、曹道先及び劉東夏には幇助罪により懲役1年6ヶ月の判決、実行犯の安重根には殺人予備罪により死刑が宣告された。

## 投獄と最期

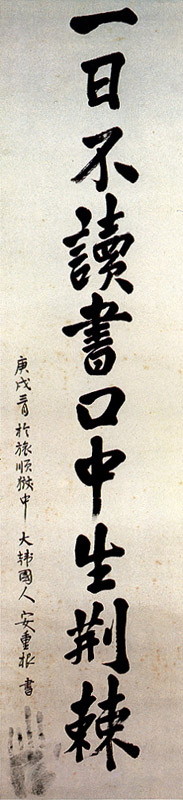
「一日不讀書口中生荊棘」安重根が獄中で書いた遺墨の一つ。（韓国の国宝）

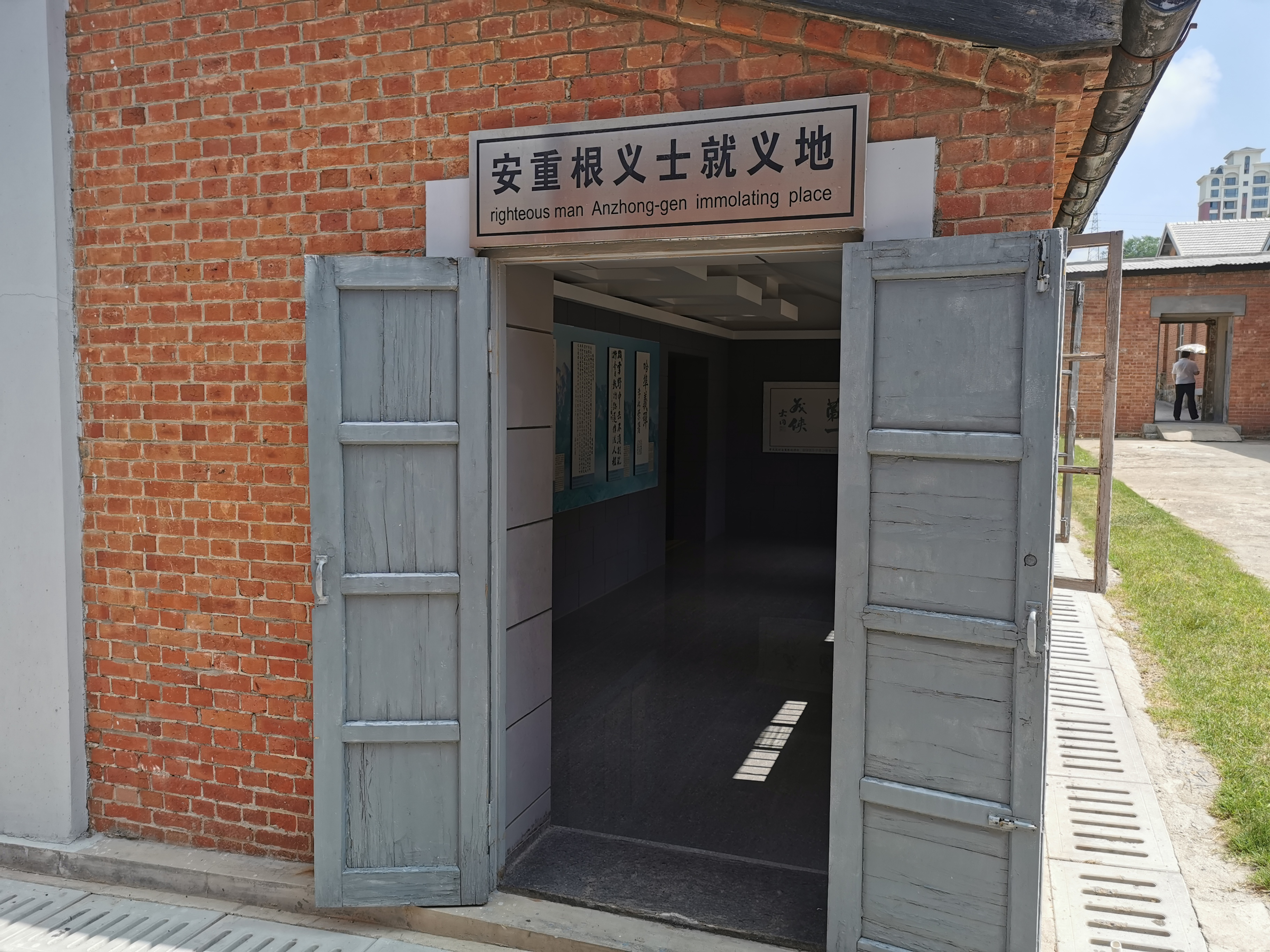
安重根終焉の地

裁判を統轄した判事は、死刑執行までには少なくとも判決後2、3か月の猶予が与えられるとしていた。しかし内地の日本政府は、事件の重大性を鑑みて死刑の速やかな執行を命じた。また看守を増員して監視し、周辺の巡回警備を強化するなど、奪回の動きも当局は警戒していた。
安は上訴を行ってさらに政治主張を述べようとしていたが、そのようなことをしても棄却されるか上訴審が非公開となるだけだと考えた安の弁護人水野吉太郎が「朝鮮の志士が死を恐れるために控訴」したと思われると諭したため、2月19日、上訴を取り下げることに安も同意して、刑が確定した。
安は公判中から許可を得て自伝である「獄中記（安応七歴史）」を書き進めており、3月15日にこれを脱稿した。彼はさらに「東洋平和論」を書き始めたので、担当検察官として次第に懇意となった溝渕に、書き終えるまでの時間的な猶予と、死刑の時に身に纏う白い絹の衣装を一組の都合を願い出た。獄中には洪神父や安定根・安恭根の実弟2人も面会に来た。絹衣装は他からも提供されたが、死装束の純白の韓服は安命根が用意して本人に渡された。1週間程度 で書いた「東洋平和論」は、結局序文を書き終えたのみで短い文章で終わった。また安は日本人看守らに人気で、求められるがままに多数の墨書も書き残している。
3月26日、刑場に向かう前、弟達との最後の面会が許された。これには水野と鎌田の両弁護士も同席した。
安は弟達に妻子の面倒を頼んだ。また安は熱心な信者で、死ぬまでカトリック信仰を持ち続け、妻への最後の手紙では、自分の息子 は聖職者になるようにと書いたという。
同日午前9時、伊藤の月命日と絶命した時刻に合わせて、死刑が執行された。立会人には、溝渕孝雄（検察官）、園木末喜（通訳）、栗原貞吉（典獄）、水野吉太郎（弁護士）らが列した。安がキリスト教の祈祷をする猶予が与えられた後、栗原が被告に死刑執行文を読み聞かせ、遺言の有無を尋ねた。安は別に遺言はないが、臨検する諸君が「東洋平和のために御尽力される」ことを願うとだけ言った。9時4分ごろに絞首台に登り、安が最後の黙祷をした後、15分後に絶命した。水野は安の志を尊重して執行後に皆で「東洋平和のため万歳三唱」することを願い出たが、刑務官に許されなかった。
安の遺体は、医師の検死の後、栗原が特別の厚意で事前に用意していた棺に納められて、一時、監獄内の教会堂に安置され、共犯者として同監獄で受刑中の禹徳淳、曹道先、劉東夏の3名で告別式が行われた。弟の安定根・安恭根が安の遺体を貰い受けることを嘆願したが、拒否され、午後1時には旅順共同墓地内に埋葬された。（関連話）
安の死から更に5か月後の8月29日に、日韓併合により大韓帝国は消滅した。初代総理大臣の伊藤博文を暗殺した安の死刑を執行した関東都督府の当時の都督大島義昌は、後の総理大臣の安倍晋三の高祖父にあたるという巡り合わせがある。（関連話）

### 獄中における日本人との関わり

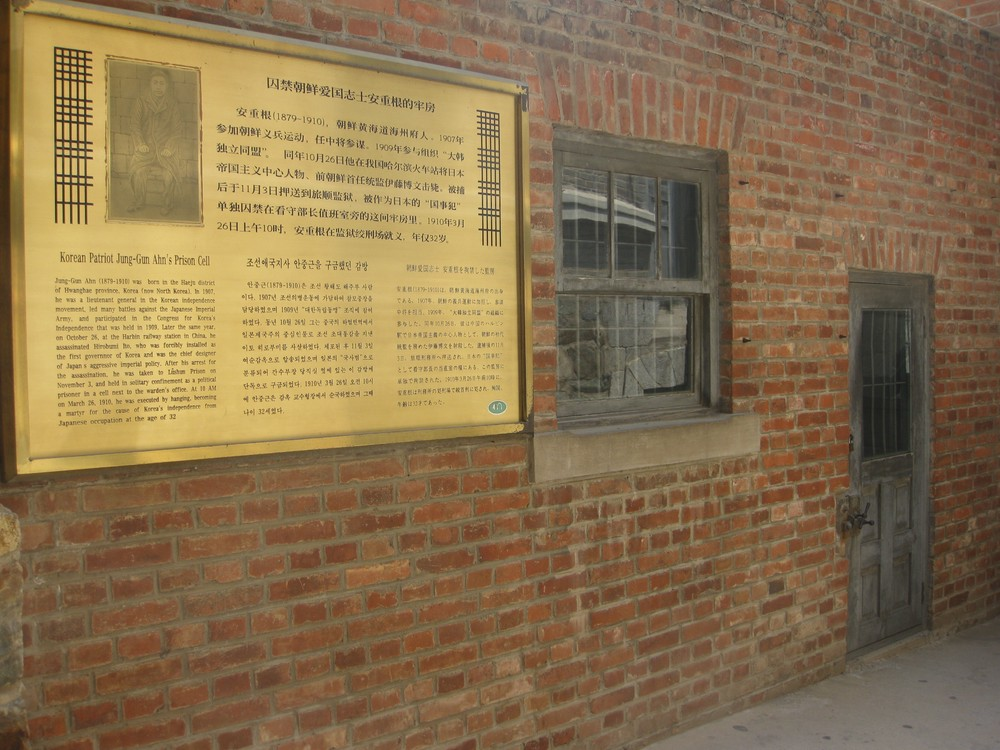
旅順刑務所内の記念プレート

投獄された旅順監獄の看守で、安重根の監視を担当した千葉十七は、当初は伊藤を暗殺した安を憎んでいた。しかし、対話を重ねるごとに千葉は安の思想に共感を覚えるようになっていった。安は処刑される直前、千葉に向かって「先日あなたから頼まれた一筆を書きましょう」と告げ、「為国献身軍人本分」と署名し、薬指を切断した左手の墨形を刻印した。そして彼は、「東洋に平和が訪れ、韓日の友好がよみがえったとき、生まれ変わってまたお会いしたいものです」と語ったという。千葉は終生、安の供養を欠かさなかった。
旅順監獄の典獄（刑務所長）だった栗原貞吉も、安に感化された1人で、安の願いを聞き入れ、煙草などの差し入れをしたり、法院長や裁判長に掛け合い、助命嘆願をするなど便宜を図っていた。処刑前日には、彼も絹の白装束を安に贈った。また前述のように栗原は安のために厚い松板で拵えた特別な棺を用意していた。死刑執行後、栗原は安の死を惜しんで、しばらく後に退任して故郷の広島に帰った。
安を朝鮮の志士と称した主任弁護士で、高知出身の水野吉太郎も手帳に安重根の親筆を得ていた。前述のように彼は処刑の朝の面会に同席したが、この時に腹を割って話して交感したため、安からキリスト教に改宗するように勧められ、「天国で共に語り合おう」と言われている。
別の看守の八木氏も安の墨書 を記念に書いてもらって持ち帰り、2004年、孫の八木正澄氏が韓国に無償で寄贈した。

## 遺骨
旅順監獄の共同墓地に葬られた安重根は、遺言として解放後の韓国への移葬を希望していたが、35年後には葬られた場所の所在を知るものがおらず、墓と遺骨は紛失したままである。韓国ではしばしば日本軍が隠した等の主張がされることがあるが、同監獄の日本人医師古賀初一や、同様に処刑されて共同墓地に埋葬された李会栄の子と孫も、安の墓を参ったことがあると言い、特に隠されたというより単に裏山にあったとされる共同墓地が管理されなくなって正確な場所が分からなくなったに過ぎない。
1992年、韓国が中国と国交回復した後に一部関連資料が発見され、安の遺体埋葬推定地の調査も行われた。韓国と北朝鮮は2005年から2007年にかけて文献調査をした後、共同調査団を構成して旅順監獄の現地調査をしたが、特に成果はなかった。
李明博大統領は、その任期中に安の死から100周年を迎えることから、2008年
と2010年 に、安の遺骨問題を担当する国家報勲庁に発掘調査を行わせたが、監獄西北の野山（約6600平方メートル）という広大な範囲を調査して、何も見つけることが出来なかった。このため日本側に埋葬資料の提供を要請していた。
これを受けて、民主党の松本剛明衆院議員は、被害者である伊藤博文の玄孫にあたる縁から、2011年に外務大臣に就任した後に「遺骨関連記録を必ず探し韓国側に引き渡したい」と述べた が、結局、何の進展もなかった。
そのため、以後もたびたび韓国側は遺骨の関連記録の提出を日本政府に要求している。
2019年、「三・一独立運動」から100年になるのに合わせ、韓国政府は遺骨の収容を目指している。本人は遺書により、母国への再埋葬を希望していた。

## 諸説
安重根については諸説が紹介されることがある。

### 遺骨は日本にある
2016年、歴史作家のホ・フンによる安重根の遺骨は日本にあるとの主張が韓国で報道された。これによると、日本の東京・品川区にある伊藤博文の墓に送られ、日本の長州軍閥勢力が隠密に行った謝罪儀式に供物として捧げられたという。

### 遺骨はキリスト教墓地に埋葬された
2019年、棺は地域のキリスト教墓地に運ばれた、と、朝日新聞の記事を引用する形で、1910年4月21日付のロシアのウスリースクで発行された「ウスリースカヤ・アクライナ」が報じた、という記録が発見された、というものが、韓国で報道された。それによると、旅順には、デンマーク人が作ったキリスト教の墓地がある、という。

### 陰謀論について
事件当時から情報が錯綜したため、被害者や犯人の数について様々な憶測が流れた。1909年10月27日付の各新聞の中にも、三井物産会社着電をもとに「五六名の韓国人に狙撃され」たと報じたものや、大連発本社着電をもとにした東京日日新聞の「歓迎者に混じ居たる韓人数名に狙撃され」たと報じたものがあり、逮捕者も蔡家溝で新たに「拳銃を持てる朝鮮人2名を捕縛」と報じられていたため、これらを原因として複数犯の印象が最初に広がったことは事実であろう。しばらくした後に目撃者談をまとめた新聞報道 と安の供述、そして秘書官等の電報とは、総合して見ればほぼ符合していることがわかるが、襲撃では何発が発砲されたか、狙撃手は1人か複数かには異説があり、単独犯行ではなかったという主張や、背後に国家的陰謀があったという主張がある。
複数犯説
室田義文の逝去ほどなく公刊された『室田義文翁譚』 には、伊藤の肉身に埋まっていた弾丸が安重根のブローニング7連発拳銃用のものではなく、階上から撃たれたフランス製のカービン銃の弾で、駅の二階の食堂から発砲されたと書かれていて、彼は狙撃手は少なくとも2名であったと主張していた。室田は「犯人は安重根ではない」との主張を当時から持っていたと言うが、外交上由々しき問題となるので否定されたのであると、説明している。ロシアは暗殺に関与したと疑われることを恐れ、日本も日露関係の悪化を恐れて、警備の責任を問うたり深く追求したりしなかった。室田によれば、彼は真相究明を求めて後に抗議したと言うが、真犯人探しが外交問題に発展するということで山本権兵衛が反対 して、日本の官憲によって抗議の声は封殺されたのだという。
いくつかあるこのような説においては、安重根は事件の真相を闇に葬るための人身御供に意図的あるいは結果的になったのだとされ、後世様々な黒幕が議論されたが、名前が挙がったのは明石元二郎、杉山茂丸、後藤新平などである。
鉄砲玉（首謀者は別人説）
- キリスト教系の秘密結社とアメリカの陰謀という説が、事件2日後の東京日日新聞に載った[55]。背景としては米清同盟の推進などが挙げられている。
- ロシア国籍の朝鮮人の崔才亨[注釈 27]（新聞では「崔歳享」）が暗殺を命じたという説も当時の新聞で報道された[56]。
- 当時、外務書記官として満洲にいた本多熊太郎は、在ハルビン朝鮮人を牛耳るロシア国籍の金某が安重根に手引きしてやらせたものであると断言し[57]、事件後、この機会にハルビンやハイラル等にあった朝鮮独立運動の拠点を根絶やしにするとして、外務省が協議して、金某を含めロシア国籍の不逞朝鮮人2、3名はロシア政府がシベリア奥地に移住させ、それ以外の不逞鮮人20名余りは東清鉄道に監獄列車を借りて朝鮮に送り返したと書いている[57]。

## 評価
安重根への評価は下記のように様々で、時代によって変遷し国や人によって大きく異なる。特に日韓の安の評価の違いは日韓両国の永続的な確執の象徴になった。

### 朝鮮

#### 大韓帝国
兇徒（皇帝、太皇帝、政府要人など）
大韓帝国の皇室は日本への配慮を重視し、太皇帝高宗は亡くなった伊藤博文を「韓国の慈父」と評して哀悼の意を示した。当初は犯人は外国人であろうとしたが、日本にいた王世子が報道で知って兄の皇帝純宗に「伊藤氏が我が国の人間の『凶手』にかかった」と電報を発してきたことから、純宗は急ぎ天皇に宛てて電報を送り「本日伊藤公哈爾賓に在りて兇徒の為に難に逢うの報に接し驚愕痛恨に堪えず」 と打電。高宗も「恥ずかしさの極限」であるとして陳謝した。
事件翌日、すぐに内閣総理大臣李完用が皇帝勅使として、承寧府総管趙民熈が太皇帝勅使として、総監府の人間と共に計20名余の使節団が大連に派遣され、伊藤の亡骸を出迎えにいった。さらに首都では、歌舞音曲が禁止されるなど、徹底した自粛が行われた。
1910年1月7日、韓国十三道民衆代表の謝罪使として鄭寅昌と宋鶴昇が来日して、大井村谷垂墓地を参詣し、朝鮮の礼儀で哀悼を示して、伊藤の墓の前で弔文を読み哭礼の儀を行った。
英雄（朝鮮の人々）
『「伊藤倒れる」の報に朝鮮の人々は快哉を叫び、安重根を英雄として称えた』。

#### 大韓民国
義士
韓国では、安重根は抗日闘争の英雄と評価される。大韓義軍参謀中将であったとか、特派独立軍司令官、将軍とも称されるが、安本人が裁判で自分の地位を陳述した以外では、これらの肩書きに根拠はない。ソウル特別市には安の偉業を伝える「安重根義士記念館」が1970年に建設されている。
韓国海軍では、2008年に完成した孫元一級潜水艦3番艦の艦名に彼の功績を称えて「安重根」と命名した。同様の理由でテコンドー界でも、型の名前に彼の名が用いられている（国際テコンドー連盟4級で習得する安重）。
伊藤博文暗殺から100年に当たる2009年10月26日には、ハルビンで記念式典が開催された。2013年、韓国大統領の朴槿恵は6月の訪中で、中華人民共和国主席・習近平に対して、殺害現場であるハルピン駅に安重根の石碑建立を提案して実現にむけて協力を要請した。後述するがこれは実現した。また同館には着ぐるみの安重根があり、これが日本ではテロリストをゆるキャラ化する非常識と報道された。
在日本大韓民国民団は、2014年3月26日に東京で開催された安重根の追悼式で「安重根義士がテロリストではなく、東洋の平和を切に願った義人だという事実を、日本国政府も知るべきだ。今後、安義士の思想が東洋平和の礎となるよう努力していく」と表明した。
一方で、近年韓国では漢字教育が行なわれていないこともあり、ある中学校では、安重根に対する敬称である「義士」を、病気を治す「医師」（韓国語ではどちらも「ウィサ」で同音）と勘違いして、「医師がなぜ人を殺すのですか」と質問する学生がいるという。

##### 反日のシンボルとしての安重根
韓国では安重根はしばしば反日のシンボルとされ、国際的なスポーツ大会（特にサッカー）でも彼の肖像画の横断幕が使われる事があり、2013年7月28日に行われた東アジアカップ・日本対韓国戦でも、『歴史を忘れた民族に未来はない』という横断幕 と共に、安重根と李舜臣の肖像が掲げられた。これは2014年9月28日のアジア大会のサッカー男子準々決勝の日韓戦でも繰り返されたが、EAFFと違ってFIFA公認大会のため、禁止されている応援時の政治的な活動にあたるとして批判を受けた。
韓国でも伊藤の暗殺だけでなく、彼の唱えた「東洋平和論」やその思想を証明する教育啓蒙活動は活発であるが、非常に一面的である。裁判での陳述や東洋平和論を読む限り、安自身は反日を主張しておらず、（白人支配への）日朝中の共闘を呼びかけているに過ぎない。これは看守など獄中での日本人との親しい交流でも明かで、安重根の日本観 は、不幸な形で誤解されている。君主主義者である安は、日韓の皇室に敬意を払い、政道を正すために奸臣を取り除こうとしたのであり、自らを忠義の臣であるとした。「王や皇帝に誤りはなく、悪い臣下がいるから政道を誤るという」 考え方は日本の右翼人士と共通する志向であったので、彼らの共感を得たのである。
2014年8月には、小説家である金正賢 が、安重根が現在にタイムスリップしてスナイパーとなり、日本の現職首相である安倍晋三を狙撃するという『安重根、安倍を撃つ』なる小説を発表し、韓国でベストセラーとなった（なお、安倍は首相退任後の2022年に実際に暗殺されている）。
2016年5月3日、AOAが、ケーブルテレビOnStyle（en:OnStyle）の番組『チャンネルAOA』で、人物の写真を見て名前を当てるクイズで、安重根の写真を見て豊臣秀吉 や伊藤博文 と答えた。これに対して非難が殺到したため、13日にソーシャル・ネットワーキング・サービスで「大韓民国国民としての歴史について慎重な姿勢をお見せできず反省しています」（ソリョン）、「無知こそ最大の間違いであることを学びました」（ジミン）と謝罪した。5月16日に行われたライブ公演でも涙を流しながら謝罪した。

##### 義兵闘争と国際法との関係
韓国の義務教育期間である中学校の歴史教科書によると「義兵将として国内外で抗日戦を展開していた安重根は、初代統監としてわが国侵略の先頭に立っていた伊籐博文がロシアの代表と会談するためにハルビンに到着したとき、彼を射殺して民族の独立の意志を明らかに示した。」 とあり、韓国では義兵が自らを国際法上の交戦団体として承認するように各国大使館に要求していたことから、これが独立のための軍隊であったと主張され、安重根はその軍（つまり大韓義軍）の軍人であったとされている。確かに、安本人も裁判で自分は「戦争に敗北した捕虜」であり、日本の国内法で裁かれることに不満を述べ、「万国公法（国際法）によって処理される」ことを希望したが、この主張にはいくつか重大な問題があった。
まず、当時、義兵を交戦団体に認定した外国政府はなかった。多くても30名程度の名前しか見つけられない大韓義軍が、武装勢力だったとしても、国境の外に多数に存在した独立軍の一つに過ぎず、（事件を起こすまで）特に目立つ存在ではなかったことは明らかである。そして仮に交戦団体であったと仮定するにしても、そこで生じるのは戦時国際法を守る義務である。銃弾を受けた伊藤博文と随行員のすべてが文民であり、現場となったハルビン駅も該当紛争の中立国清国内のロシア管理区域で、交戦地域ではなく、さらに安は平服で軍籍を示すような徽章の類を示していなかった。1909年当時、すでに日韓はハーグ陸戦条約に加盟しており、自らが軍隊であると主張するのであれば戦時国際法を遵守すべきであるが、複数の点 で明らかに違反するか、少なくとも捕虜の待遇を求めるには不十分であった。また大韓義軍関係者は上海やウラジオストクなどで活動しており、仮にロシアや清国が交戦団体であったと見なせば、彼らの活動を許したロシアや清国には中立国義務違反が生じる恐れがあった。安の希望した国際法を適用すると、これらの周辺国との問題に発展した。ロシアが速やかに安の身柄を日本側に引き渡したのはこのためで、日本もあくまでも刑法犯として裁いた。
韓国においても「安義士が正式に軍隊に属したこともないので将軍と呼ぶのはふさわしくない」という意見もあり、李明博政権時代の大韓民国国家報勲処は義士であって将軍ではないという立場であった。

#### 朝鮮民主主義人民共和国
反面教師（金日成政権）
北朝鮮においては、神話的に喧伝される金日成の抗日パルチザンに比して、まず安重根には両班という出身に矛盾があり愛国的ではあったものの解決策を持たず手段も目標も誤った人物と捉え、安重根の救国の意志は認めるものの、その手段としての「暗殺」は評価しない。「北朝鮮では彼を愛国者と評価しつつも金日成氏のような偉大な指導者に出会えず志を遂げられなかった人物として、それほど評価は高くない」。
かつて北朝鮮の教科書では金日成の反面教師のように扱われたが、これは安重根が黄海道海州の両班（ヤンバン　李氏朝鮮国の官僚になる特権を持つ貴族）、すなわち社会主義国家の建設のためにおこなう階級闘争によって淘汰さるべき支配階級であったためとされる。
個人テロ（金正日政権）
2009年10月24日付けの週刊誌『統一新報』では「歳月が流れても祖国と民族のために捧げた愛国者の人生は、民族の記憶の中に永遠に残ることになる」としながら「卓越した指導者にめぐり会えず個人テロに頼らざるを得ず、ついには命を投げ打っても独立の念願を果たせなかった民族の風雲児」であるとした。
烈士, 安重根＝金基宗（金正恩政権）
2013年から2014年における日韓の安重根論争に際して、金正恩政権の北朝鮮も、朝鮮労働党機関紙『労働新聞』が1月26日付の記事で見解を発表した。日本政府が安を「テロリスト」と呼んだことについて、「反日愛国の烈士をむやみに冒涜すべきでない」と批判。同日、北朝鮮のメディアとしては初めて、朝鮮中央放送と平壌放送が、記念館の設置についても触れた。
2015年3月5日にマーク・リッパート駐韓米国大使が襲撃事件に遭うと、北朝鮮の祖国平和統一委員会は、襲撃犯である金基宗（キム・ギジョン）容疑者を、伊藤博文を暗殺した安重根に例えて賞賛した。これに韓国では光復会などが反撥したが、朝鮮中央通信は「米帝の戦争策動に反対する義を重んじた行動がテロならば、日帝の朝鮮侵略に反対して伊藤博文を処刑した安重根など反日愛国志士たちの義挙も日本反動どもが冒涜しているようにテロだと呼ばねばならないのか」と主張した。（関連話）

### 日本
日本政府の見解
平成26年（2014年）当時の内閣官房長官菅義偉は、安重根について「テロリストである」と発言している。これを受け提出され、「テロリスト」というのが政府の公式見解であるか確認した第186回国会の質問主意書「中国黒竜江省に安重根記念館が建設されたことに関する質問」に対する2月4日の答弁書では、「安重根は、内閣総理大臣や韓国統監を務めた伊藤博文を殺害し、死刑判決を受けた人物である」とされ、「テロリスト」であるとの表現が避けられている。
兇漢（明治政府の見解）
明治42年（1909年）11月7日に朝鮮統監曾禰荒助が総理大臣桂太郎に提出した調査報告書では端的に「兇漢安重根」とされ、平壌で曹成煥 に排日教育の指導を受けて、間島で李相卨 の門下生となった人物で、同氏がハーグに旅立ったために、ロシア領で活動中の崔才亨 と合流したとされている。同報告書は、安を「無頼の徒」にして「粗暴」と簡単に評価する一方で、関係人物を網羅的に調べ、大東共報が在米韓国人からの運動支援の窓口とされていることに着目して、期せずして最大の支援国となっていたアメリカ（本土およびハワイ）からの資金の流れに強い関心を持っていた。

政治犯
1984年、社会党の新村勝雄衆院議員は、安を含む韓国統治時代の「政治犯」の名誉回復を提起したが、当時の外相だった安倍晋太郎は、明確な答弁を避けた。安重根を政治犯とする主張は、左派にしばしば見られたが、行為そのものは犯罪であり、肯定するものではないが、その行動の政治的理由を勘案して一定の赦免は与えられるべきという立場であった。

暗殺が韓国併合を促進
併合反対派で韓国の近代化に尽力した伊藤博文の暗殺が韓国併合を早めたとか、併合の切っ掛けとなった という言説がしばしば語られる。ドナルド・キーンは暗殺は大韓帝国の消失という皮肉な結果をもたらしたと評する。近代史における研究では、伊藤博文研究者の伊藤之雄京都大学教授が近年発見された伊藤のメモに「韓国の富強の実を認むるに至る迄」という記述があったことから「伊藤博文は、韓国を保護国とするのは韓国の国力がつくまでであり、日韓併合には否定的だった事を裏付けるもの」 とするように、確かに伊藤は韓国を日本の被保護国に留めることを志向して併合に慎重な立場であったが、彼は韓国統監時代には韓国の国権接収などに関与し、最後には併合を決める閣議決定も了承していた。よって併合はすでに既定路線で、暗殺が切っ掛けとなって併合が持ち上がったわけではないが、事件後、これとは別に一進会による日韓合邦運動などあって結果的にはやはり加速され、曾禰統監のもとで着実に進められることになった。渡部昇一は「伊藤博文が韓国人の安重根によってハルピンで暗殺されたが、これによって韓国併合が急速に進んだ」 と言う。
犯罪者、テロリスト、死刑判決を受けた人物
日本では前述の2013年7月28日のサッカー日韓戦の際にも、政治色の排除が求められるスポーツイベントで、「テロリストの似顔を描いた大垂れ幕をサポーター席に掲げた」という批判 があったが、同じ頃、長く不具合が指摘されていた潜水艦安重根が公開されたこともあって、艦名がテロリストの名前ではないかとする日本との認識の違いが話題になっていた。
そういった中で同年11月、韓国の朴槿恵が6月に中国に依頼して建立を目指していた安重根の石碑が実現しそうであるということになって、安倍内閣の官房長官菅義偉は2013年11月19日の記者会見で、「わが国は、安重根は犯罪者であると韓国政府にこれまでも伝えてきた」 と述べ、日韓関係のためにはならないと不快感を示した。官房長官の発言に韓国メディアはこぞって猛反発し、20日、韓国の尹炳世外相も国会答弁で「容認できない」と抗議したが、官房副長官の世耕弘成は「伊藤博文を殺害し、死刑判決を受けた人物だ。それに尽きる」と述べて反論した。
2014年1月20日、抗議を無視してハルビン駅に安重根記念館がオープンされると、菅官房長官は再び発言し、平和に資するものではないと「極めて残念で遺憾だ」と述べ、「安重根は我が国の初代首相を殺害し、死刑判決を受けたテロリストだと認識している」 との政府見解を一旦明らかにした上で、中韓に外交ルートで抗議するとした。韓国メディアはこれにも猛反発 し、韓国外交部も「歴史の良心に目を閉ざす菅官房長官を糾弾する」と報道官名義の論評を出し、韓国与党セヌリ党の洪文鐘事務総長は21日に安義士がテロリストなら日本はテロ国家だとの異例の発言をした。翌2月に国会で新党大地の鈴木貴子衆院議員からの質問主意書に対し、安重根は「伊藤博文を殺害し、死刑判決を受けた人物」であると政府答弁書に記することを閣議決定した。これが現在の政府見解となっている。
2014年1月21日付けの中国網は、ロシア科学アカデミー極東研究所の専門家であるコンスタンチン・アスモロフ氏のインタビューの中で「日本にとって、彼（安重根）はテロリストであり、首相暗殺の犯人だ」と同氏が語ったと報じた。
また2015年12月29日付けの産経新聞電子版は記事の中で、安重根を指して「初代韓国統監だった伊藤博文を暗殺したテロリストとして知られる」と述べている。

#### 日韓諸氏の追悼会にて
義士
2018年９月10日、東京銀座に安重根を義士とたたえる人々が韓日両国から集まった追悼会にて、朝日新聞元ソウル支局長小田川興は安は「100年前に国連の思想を提示」したと述べ、法政大学の牧野英二教授は、安の記した『東洋平和論』をドイツの哲学者カントの『永久平和論』と関連づけて解釈している人物だが、「哲学者の立場から安重根義士の平和思想を研究し、韓日関係をより近くするのが目標だ」と述べた。

### 中国

#### 清王朝
亡くなった伊藤博文を哀悼
伊藤博文暗殺の現場となったハルビン市は当時は清王朝の領土であったが、駅はロシア権益に属したため、清朝の権限は及ばなかった。それで直接責任を持つ立場になかったが、前述したように、東三省総督・錫良が清朝を代表して伊藤の亡骸を見送って哀悼した。

#### 中華人民共和国
無評価
安重根が「日本の首相経験者を暗殺した人物」として高い知名度を持っている が、中国政府は、安重根の評価は民族主義的独立運動を刺激し、国内の社会不安を増大させるとして、積極的な評価は行っていなかった。
1980年から1990年代末にかけ中国で学んだ人物によると、中国の教科書には『安重根が伊藤博文を暗殺したことが火種となり、日本は韓国を併合し、中国侵略への準備を加速させていった』との記述があったと記憶しているとのことで、安重根についての説明はなかったという。またこれは暗殺事件が併合のきっかけになったという説に沿った見解であった。
2006年には、韓国人によってハルビン市に4.5mの安重根の銅像が建設されたが、「外国人の銅像建設は認めない」として当局により撤去された。伊藤暗殺から100年にあたる2009年10月26日には同市で記念式典が開かれることになったが、ハルビン駅近くの中央大街公園広場での開催は許可せず、朝鮮民族民芸博物館での開催となった。また旅順市の戦争陳列博物館で安重根の特別展が開かれたが、「国際抗日烈士展示館」と安重根の名前は出さない曖昧なものにさせ、慰霊や記念式典は認めなかった。
その他
2020年10月、アメリカの大学に進学する全世界の学生が使用するSATとAPの教科書が、歴史上ほとんどの期間、朝鮮は中国の植民地だったと記述していることがJTBCニュースルームの取材で明らかになったが、JTBCニュースルームによると、百度が運営する百度百科でも、安重根や尹東柱や尹奉吉や金九が朝鮮族と表記されており、尹東柱は国籍も中国になっている。朝鮮族が中国籍を取得したのが1954年であることを勘案すれば、事実関係が間違っており、これらの独立活動家が満洲、上海、吉林省に居住して独立活動を行っていたためとみられるが、この場合、朝鮮の抗日運動が中国の抗日運動の歴史に編入されることになる。

## 子孫

### 安俊生

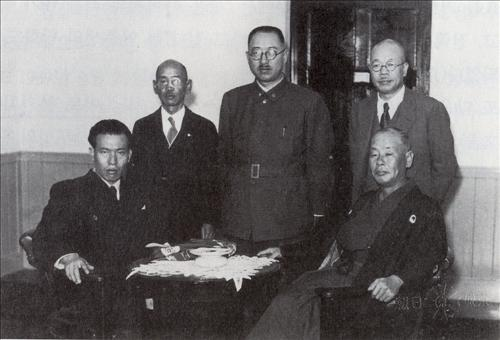
安俊生(左端)と伊藤文吉(右の和装)

重根の次男・俊生は、出生前に父がウラジオストクに行ったため、父とは面識はなかった。事件後、母に連れられ満洲、シベリアなどを流浪し、上海租界に在住。杭州の大学を卒業した。1939年、内鮮一体の活動の一環で上海在留朝鮮人の「満鮮視察団」に加わり、一行は10月9日に朝鮮総督府を訪れて総督南次郎と面談。11日に平壌で解散した後、俊生は数名の同行者と10月15日にソウルに建立された博文寺を訪問。伊藤博文の位牌に対して焼香し、父安重根の追善供養も同寺で行った。さらに10月16日には、朝鮮ホテルで伊藤博文の息子である伊藤文吉（貴族議員、日本鉱業社長）と面会し謝罪した。10月17日、安俊生と伊藤文吉、中村美智 の3名で、博文寺で合同参拝を行った。暗殺者と被害者がその双方の子孫によって同時に供養されるということで、内鮮融和のイベントは滞りなく完了した。
ところが、この話を新聞で知った韓国独立運動家の金九 は、「南総督 を父と呼んだ」と（プロパガンダに過ぎない）報道を鵜呑みにして激怒し、俊生は「韓奸」であるとみなして殺害を図った。金九は当時重慶にいた蒋介石に、俊生は変節して不法なことに手を染めてアヘン売買を上海で行っているから厳重に処罰するようにと強く依頼し、逮捕して絞首刑にするように主張した。しかしそのような嫌疑はなかったので上海の当局はその要請を無視。俊生は上海で薬局を営んでいて実際に殺されることはなかったが、終戦後もしばらく帰国をためらい、1946年の母の死後、俊生はようやく帰国。韓国でひっそり暮らし、朝鮮戦争中に釜山に避難しているときに、デンマーク国籍の病院船内で結核で死去した。このような事情から俊生は親日派との批判をしばしば受け、後世による弁護と批判とが相反する。
俊生の子（つまり安重根の孫）安雄浩は米国に移民して中国系女性と結婚。さらにその息子（つまり曾孫）のトニー・アン・ジュニアは朝鮮語を使えないほどすっかり米国人に になってしまったが、暗殺事件104周年記念で韓国を訪れた。

### 安賢生
安重根の長女・安賢生（日本名：大川安子）は、事件があったときは8歳だったが、すぐに出国した母と弟とは分かれて、父が懇意にしていたフランス人神父の保護を受けながら明洞聖堂の修女院で暮らし、5年後に帝政ロシア末期のウラジオストクに亡命して家族と合流。革命とシベリア出兵の混乱を避けて、中国・上海フランス租界に移り、フランス文学と美術を勉強した。25歳で黄一清（日本名：大川清一）と結婚。賢生は満鮮視察団には同行しなかったが、夫は同租界の電車会社の車掌監督で、その夫が再び訪朝した際には同行して、1941年3月に博文寺を参拝して、弟と同様に伊藤博文を慰霊した。この模様も京城日報によって報道されているが、彼女に関しては名指しでの殺害指令は出されておらず、参拝した時期は日本軍による上海租界の占領の前であるが、弟と同じ行為をしたにも関わらず現在の韓国でも親日派の扱いを免れている。
帰国後はソウル在住。朝鮮戦争時に大邱に移り、大邱曉星女子大（大邱カトリック大学）で教職についた。1960年にソウルで死去。墓は江北区にあり、最近整備された。

### 安文生
安重根の長男。字を芬道（ブンド）。没年は1911年と1917年の2説ある。韓国では「1917年に”日帝”の密偵あるいは巡査によって毒殺された」といわれている。

### 金永先
安重根の子孫。YICHEN（イチェン）。1998年、中国遼寧省出生。韓国にて2024年10月より放送されているボーイズグループサバイバルオーディション番組「PROJECT 7（プジェ）」の練習生。
韓国にて２０２５年７月より放送の「BOYS PLANETⅡ」出演中

## 記念碑

### 日本
- 元看守の千葉十七（及びその妻）の墓がある宮城県栗原市（旧若柳町）の大林寺には、1981年に安重根の顕彰碑が建立された。これは千葉十七が安から贈られた「為国献身軍人本分」と書かれた墨書を、遺族が安重根の生誕100周年（1979年）に際して韓国に贈ったことへの返礼として、遺墨を刻んだ碑が立てられたものである。碑の裏には山本壮一郎県知事（当時）の「日韓両国永遠の友好を祈念」の文字が刻まれ、1992年9月6日からは日韓合同で毎年、安重根・千葉十七夫妻の合同供養が執り行われている[124]。
- 2011年、佐賀県佐賀市の無量寺に「安重根東洋平和祈願碑」の碑が建てられた[125]。

### 韓国

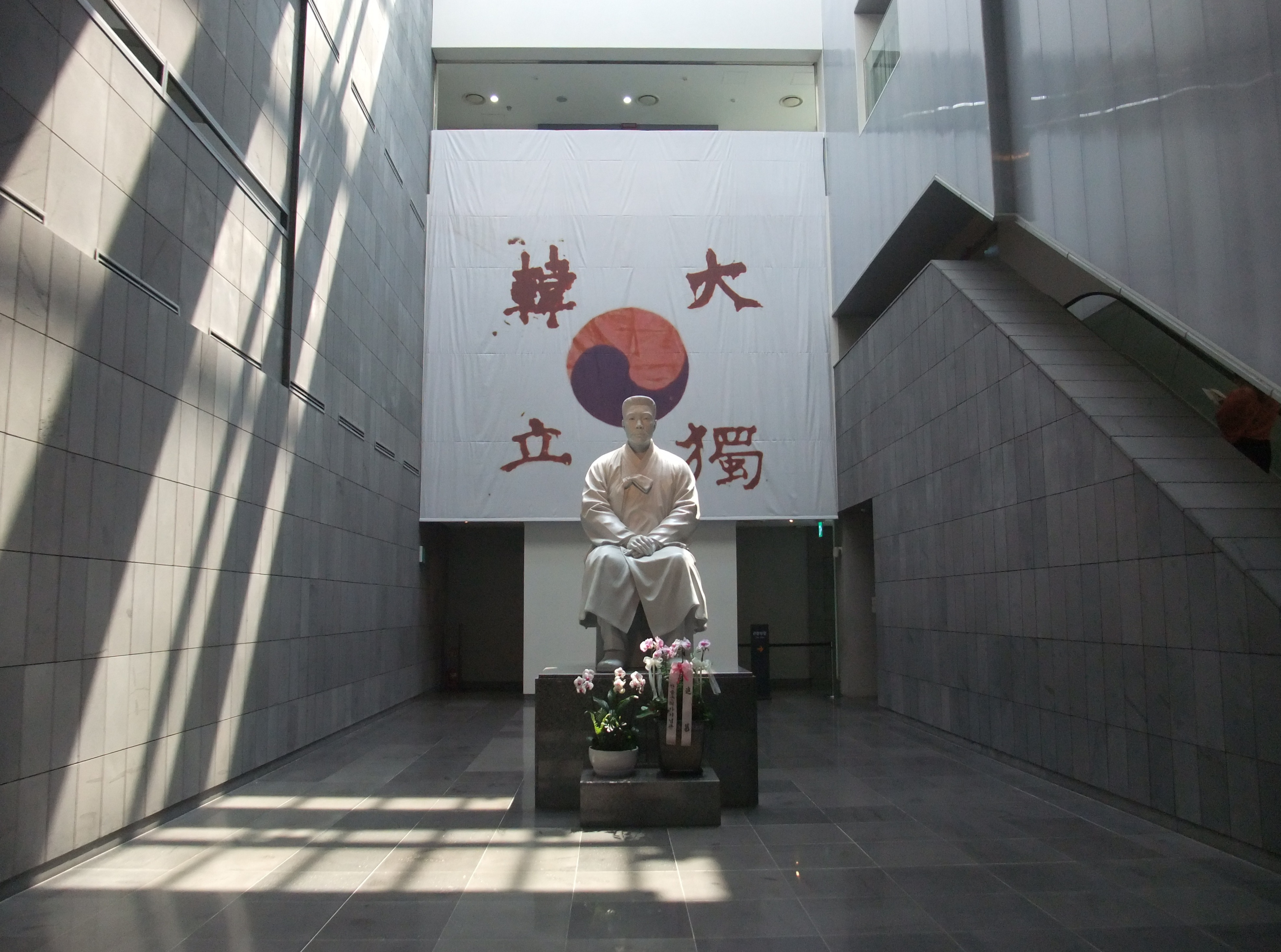
ソウルの南山公園にある安重根義士記念館内の像

- ソウルの南山公園にある安重根義士記念館内の像ソウルの南山公園に安重根義士記念館があり、その前にも安重根の銅像が設置されている。この記念館は2010年に、安の死後100年を記念して新館が建設された[126]。

### 中国
- 2006年、ハルビン内に銅像は一度建てられ、中国当局により撤去させられたことは前述[116] の通りであるが、銅像が禁止であるため、今度は石碑をハルピン駅内に造るとされていたが、結局は日韓・日中関係の悪化によって、中国政府は記念碑の設置を格上げして「安重根義士記念館」として2014年1月19日に完成させ、翌日から一般公開した[127]。前回揉めた銅像も設置されている。韓国は「歓迎し、高く評価する」[127] と発表したが、日本は上記のように抗議した。

### ロシア
- 2002年、ソウル保健神学研究院と提携したことがきっかけで、ウラジオストク国立医科大学の構内に安重根をたたえる記念碑を建立したが、翌年、学内のリニューアル工事のために撤去された[128]。

## 年表

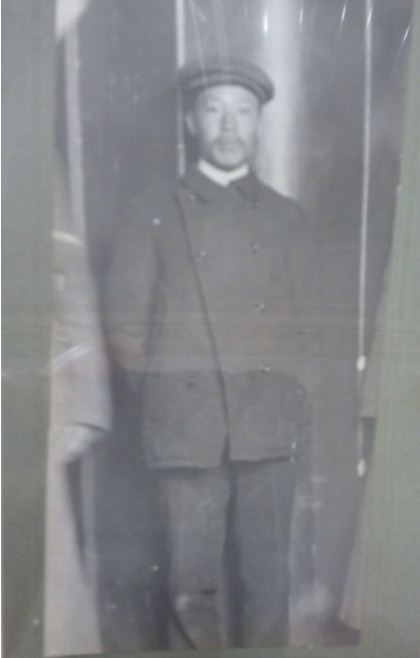
逮捕後の写真（1909年）

- 1879年9月2日、黄海道道都海州府首陽山（北朝鮮）で両班の家に生誕
- 1884年、甲申政変で開化派の進士安泰勲（父親）追放
- 1894年、16歳で結婚

　甲午農民戦争
- 1902年、長女・安賢生生誕
- 1904年、安泰勲死去
- 1905年、長男・安文生(-1917)生誕
- 1906年、私財を投じて2つの学校（三興学校と敦義学校）を設立

　石炭商の事業に失敗　→　ウラジオストクへ
- 1907年、次男・安俊生生誕
- 1908年、金斗星（金都世）の配下で義兵運動　→　敗退
- 1909年正月、断指同盟を結成（指詰め）

10月、大東共報社で活動資金を無心
- 1909年10月26日、ハルビン駅で伊藤博文を射殺

11月13日、関東都督府地方法院で裁判（予審）開始
- 1910年2月14日、裁判結審・死刑判決

3月15日、獄中記を脱稿
- 1910年3月26日、絞首刑を執行

## 関連作品
小説
- 卜鉅一『京城・昭和六十二年　碑銘を求めて』1987年
- 韓碩青 著 金容権訳『安重根』1997年
  - 第一部:生成篇 ISBN 4-87893-289-9
  - 第二部:超人篇 ISBN 4-87893-290-2
- キム・ジョンヒョン『安重根、安倍を撃つ』2014年

映画
- 『安重根 伊藤博文を撃つ（朝鮮語版）』（DVD邦題。ビデオ邦題は『安重根と伊藤博文』、1979年、北朝鮮、演：リ・インムン）
- 『ロスト・メモリーズ』（2002年、韓国、演：オ・セホン）
- 『多默安重根』（2004年、韓国、演：ユ・オソン）
- 『ハルビン』（2024年、韓国、演：ヒョンビン）

テレビドラマ
- 『虹を架ける王妃』（2006年、フジテレビ、演：李鐘浩）

## 関連書籍（日本語文献）
- 『朝鮮統治史料 第5巻 (民族運動)』韓国史料研究所 1970年
- 中野泰雄『安重根 日韓関係の原像』亜紀書房 1984年
- 谷譲次『安重根 十四の場面』五望書房 1989年
- 佐木隆三『伊藤博文と安重根』文芸春秋 1992年 のち文庫
- 斎藤充功『伊藤博文を撃った男 革命義士安重根の原像』時事通信社 1994年 のち中公文庫
- 斎藤泰彦『わが心の安重根 千葉十七・合掌の生涯』五月書房 1994年
- 鹿嶋海馬『伊藤博文はなぜ殺されたか 暗殺者・安重根から日本へ』三一新書 1995年
- 中野泰雄『安重根と伊藤博文』恒文社 1996年
- 津留今朝寿『天主教徒「安重根」 私の中の安重根・日本と韓国』自由国民社 1996年
- 市川正明『安重根と朝鮮独立運動の源流』原書房 2005年 明治百年史叢書
- 廣瀬爲人、斎藤泰彦『わが心の安重根遺された硯』創樹社美術出版 2008年
- 伊藤之雄、李盛煥編著『伊藤博文と韓国統治 初代韓国統監をめぐる百年目の検証』ミネルヴァ書房 2009年 シリーズ・人と文化の探究
- 安重根『安重根 仁の人、義の人、信の人』うのていお訳 愛知宗教者九条の会 2011年
- 『安重根事件公判速記録 復刻版』満洲日々新聞社編　龍溪書舎 2011年 韓国併合史研究資料
- 『図録・評伝安重根』統一日報社編 姜昌萬監修 日本評論社 2011年
- 早坂隆『愛国者がテロリストになった日 安重根の真実』PHP研究所 2015年
- 勝村誠（立命館大学政策科学部教授）『安重根の獄中口述記録「聴取書」を中心に』